# 까이느억현
까이느억현(베트남어: Huyện Cái Nước / 縣丐渃)은 베트남 메콩강 삼각주 까마우성의 현이다.

## 행정 구역
까이느억현은 1시진, 10사를 관할하고 있다.

### 시진
- 까이느억 시진 (Thị trấn Cái Nước, 丐渃市鎭)

### 사
- 동흥 사 (Xã Đông Hưng, 東興社)
- 동트이 사 (Xã Đông Thới, 東泰社)
- 호아미 사 (Xã Hòa Mỹ, 和美社)
- 흥미 사 (Xã Hưng Mỹ, 興美社)
- 르엉테쩐 사 (Xã Lương Thế Trân, 梁世珍社)
- 푸흥 사 (Xã Phú Hưng, 富興社)
- 떤흥동 사 (Xã Tân Hưng Đông, 新興東社)
- 떤흥 사 (Xã Tân Hưng, 新興社)
- 타인푸 사 (Xã Thạnh Phú, 盛富社)
- 쩐트이 사 (Xã Trần Thới, 陳泰社)